# レジャック
レジャック株式会社（Leijac Co., Ltd.）は、かつてアーケードゲームの販売を行っていた日本の企業。コナミ工業（後のコナミグループ）の製造した製品を自社名義で販売した。

## 歴史
1975年12月22日、マル三商会とカトウの2社が共同出資するアーケードゲーム機製造・販売会社として設立された。両社とも子ども連れ家族を対象にショッピングセンターでゲームコーナーを展開してきたオペレーター（アミューズメント施設運営者）であり、市場の要求に合ったゲーム機を自ら開発することでオペレーター自身の経営の安定化に繋げることを目的としていた。レジャックが発売した最初の製品はルーレットギャンブル機を応用したメダルゲーム機『ピカデリーサーカス』で、これは当時の子ども向けメダルゲーム機としてヒットした。なお、レジャック製品の開発と製造は当初よりコナミ工業が下請けとして担当していた。
1977年8月に同社初のテレビゲームとして、『ブロッケード』のコピーゲームである『ブロックヤード』を発売した。当初、同社のテレビゲームは他社製品の模倣が多かったが、1979年からセガより正式に製造販売権を獲得した『カーチェイス』（セガでの名称は『ヘッドオン』）などの正規許諾品も発売した。同年発売の『スペースウォー』は逆にセガとタイトーに対して製造許諾が成立し、同社が初めて他社にライセンスしたゲームとなった。スペースウォーの発売以降は独自製品の開発に注力した。
1977年末、レジャックはマル三商会単独の傍系子会社となった。1979年8月、マル三商会がレジャックの株式をコナミ工業に譲渡し、コナミ工業の販売子会社となった。『スペースインベーダー』の発売前後に急激に店舗を増やしたマル三商会は、インベーダーブームの終了とともに採算が悪化しており、1980年8月に51億円の負債を抱えて倒産した。同時期よりコナミ工業はグローバル市場へ進出し始め、日本にてレジャックから発売した製品について米国のスターン・エレクトロニクスといった外国企業と製造販売許諾を結んだ。1981年6月にはコナミ工業が開発した『ビデオハスラー』の日本発売元としてセガが加わり、レジャックによる独占販売体制は解消された。
1980年2月、コナミ工業はレジャックの株式を業界外の会社に譲渡した後、1981年9月にレジャック名義で発売された製品の技術サービスを引き継いだ。ゲーム業界と無縁になったレジャックは清算会社になった後、1986年に別会社へ吸収合併された。ピカデリーシリーズなどのレジャック製品はその後もコナミで新作が作り続けられた。

## 製品
いずれも、コナミ工業の製造によるもの。ただし、セガから販売許諾を得たヘッドオンタイプのカーチェイスといった作品もある。
- テーブル型ビデオゲーム
  - インベーダーパートII
  - ウルトラドーム
  - エイリアン
  - カーチェイス
  - カミカゼ
  - カメレオンアーミ
  - サイドワインダー
  - ジ・エンド
  - スーパーデストロイヤー
  - スクランブル
  - スペースウォー
  - スペースキング
  - スペースキングパートII
  - スペースシップ
  - デストロイヤー
  - ビデオハスラー（ハスラー）
  - ブレイカー
  - フロッガー
  - ブロックヤード
  - メイズ
  - リッチマン
- アップライトビデオゲーム
  - ブレイカー
  - スーパーデストロイヤー Cタイプ
  - スペースキングUP
  - リッチマンUP
  - バトルエースUP
- メダルゲーム
  - 国盗り合戦
  - グレートレース
  - スーパーウエポン
  - 世界戦略WORLD WAR
  - ニューピカデリーサーカス
  - ピカデリーカード
  - ピカデリーサーカス
  - ピカデリーシングル
  - ピカデリーシングルスペシャル
  - ピエロ
  - ル・マン24
  - レッドライン
  - ピカロット
  - ガッツマン
- テーブル型メダルゲーム
  - ピカデリーフィーバー（ルーレットゲーム）
  - フィーバーナイン（ルーレットゲーム）
  - ピカデリークイーン